# May Sarton
May Sarton (* 3. Mai 1912 in Wondelgem, Belgien als Eleanore Marie Sarton; † 16. Juli 1995 in York (Maine), Vereinigte Staaten) war eine US-amerikanische Romanschriftstellerin, Lyrikerin und Tagebuchautorin.

## Leben
May Sarton kam als Tochter des belgisch-amerikanischen Wissenschaftshistorikers George Sarton und der britischen Künstlerin Mabel Elwes in dem belgischen Dorf Wondelgem zur Welt, das später Stadtteil von Gent wurde. 1914, beim Ausbruch des Ersten Weltkriegs, übersiedelte sie mit ihren Eltern nach England, ein Jahr später in die Vereinigten Staaten. 1924 erhielt sie die US-amerikanische Staatsbürgerschaft. Sie verbrachte ihre Kindheit in Boston und Cambridge (Massachusetts). Von 1917 bis 1926 besuchte sie die Shady Hill School in Cambridge, unterbrochen von einem Studienjahr am Institut Belge de Culture Française in Belgien, und danach bis 1929 die Cambridge High and Latin School. Mit 17 Jahren veröffentlichte sie Sonette im Poetry Magazine.
Zunächst strebte Sarton eine Karriere als Theaterschauspielerin an. Sie besuchte die Sommerschule Gloucester School of the Little Theatre. Von 1929 bis 1933 erhielt sie eine Ausbildung an Eva Le Galliennes Civic Repertory Theatre in New York. Anschließend gründete und leitete sie das Apprentice Theatre (später umbenannt in Associated Actors Theatre). Zur gleichen Zeit trat sie in vier Stücken am Civic Repertory Theatre und 1933 als Vertretung für Gallienne in Alice in Wonderland am Broadway auf. Um 1936 schloss das Associated Actors Theatre, unter anderem bedingt durch die Great Depression und Sartons Auswahl schwer zugänglicher Stücke.
Nach dem Ende ihrer Theaterkarriere widmete sich Sarton verstärkt dem Schreiben, reiste bis zum Beginn des Zweiten Weltkriegs regelmäßig nach Europa und nahm verschiedene Stellen als Lehrerin bzw. Dozentin an. Von 1937 bis 1942 lehrte sie Kreatives Schreiben an der Stuart School in Boston. Im Anschluss daran arbeitete sie kurzzeitig als Drehbuchautorin für die Overseas Film Unit des Office of War Information in New York. Unter anderem war sie an dem Drehbuch zum Kurzfilm Hymn of the Nations beteiligt. Von 1949 bis 1952 war sie an der Harvard University Briggs-Copeland Instructor in English Composition, von 1960 bis 1964 Lektorin für kreatives Schreiben am Wellesley College. Sie lehrte als Gastdozentin an zahlreichen weiteren amerikanischen Universitäten.
1937 veröffentlichte Sarton ihren ersten Gedichtband, Encounter In April. Sarton schrieb zahlreiche Romane, Gedichte und, im letzten Drittel ihres Lebens, Tagebücher, welche als der bedeutendste Teil ihres Œuvres angesehen werden. Sie handeln von Einsamkeit, Liebe, Tod, Homosexualität, ihrer Liebe zur Natur (insbesondere Blumen), den Freuden und Sorgen künstlerischen Schaffens. Seit den 1960er Jahren wurden die meisten ihrer Bücher vom New Yorker Verlag W. W. Norton & Company verlegt. Als feministische und lesbische Autorin hatte sie eine vornehmlich weibliche und zunehmend begeisterte Leserschaft, wurde aber zeitlebens von der offiziellen Kritik ignoriert. Dies erklärt vielleicht auch teilweise, warum bis heute nur sehr wenige ihrer Werke ins Deutsche übersetzt worden sind. May Sarton verstand sich selber nicht als lesbische Schriftstellerin, sondern betonte den universellen Anspruch ihres Schaffens.
May Sarton hatte zahlreiche lesbische Beziehungen, die längste davon mit Judy Matlack, welche sie 1945 in Santa Fe (New Mexico) kennenlernte und mit der sie bis 1956 zusammenlebte. Die umstrittene, 1998 erschienene Biographie May Sarton (Ballantine Books, USA) von Margot Peters schildert Sarton als schwierige Person, die sich zeitlebens in ihren zwischenmenschlichen und intimen Beziehungen schwertat.
1979 erkrankte Sarton an Brustkrebs, 1986 und 1995 erlitt sie Schlaganfälle. Trotz der gesundheitlichen Beeinträchtigung arbeitete und reiste sie weiterhin. Sie veröffentlichte in den 1980ern ihren letzten Roman The Education of Harriet Hatfield, danach noch einige Gedichtbände sowie ihre letzten Tagebücher, welche sie, von der Krankheit zunehmend geschwächt, mit Hilfe eines Aufnahmegeräts diktiert hatte. 1995 starb sie im Alter von 83 Jahren an Brustkrebs. Ihr letztes Tagebuch, At Eighty-two: A Journal, erschien posthum.

## Auszeichnungen und Stipendien
- 1945: Golden Rose Award der New England Poetry Society
- 1945: Bland Memorial Prize for Poetry
- 1952: Reynolds Lyric Award der Poetry Society of America
- 1954: Guggenheim-Stipendium[4]
- 1958: Mitglied der American Academy of Arts and Sciences
- 1966: Emily Clark Balch Prize
- 1967: Stipendium des National Endowment for the Arts
- 1972: Sarah Josepha Hale Award
- 1985: American Book Award für At Seventy: A Journal
- 1985: Human Rights Award
- Ehrendoktor der Universitäten Bates College, Colby College, University of New Hampshire, University of Maine, Bowdoin College, Union College und Bucknell University[5]

## Werke

### Gedichte
- Encounter in April. Houghton, Boston 1937.
- Inner Landscape. Houghton, Boston 1939.
- The Lion and the Rose. Rinehart, Boulder 1948.
- The Land of Silence. Rinehart, Boulder 1953.
- In Time like Air. Rinehart, Boulder 1958.
- Cloud, Stone, Suit, Vine. Norton, New York 1961.
- A Private Mythology. Norton, New York 1966.
- As Does New Hampshire. Richard R. Smith, 1967.
- A Grain of Mustard Seed. Norton, New York 1971.
- A Durable Fire. Norton, New York 1972.
- Collected Poems: 1930-1973. Norton, New York 1974.
- Selected Poems. Norton, New York 1978.
- Halfway to Silence. Norton, New York 1980.
- Letters from Maine: New Poems. Norton, New York 1984.
- Honey in the Hive: Judith Matlack, 1898-1982. Warren, Boston 1988.
- The Silence Now: New and Uncollected Earlier Poems. Norton, New York 1988.
- Collected Poems: 1930-1993. Norton, New York 1993.
- Coming into Eighty. Norton, New York 1994.

### Romane
- The Single Hound (1938)
- The Bridge of Years (1946)
- The Return of Corporal Greene (1946)
- Shadow of a Man (1950)
- A Shower of Summer Days (1952)
- Faithful are the Wounds (1955)
- The Birth of a Grandfather (1957)
- The Fur Person (1957)
- The Small Room (1961)
- Joanna and Ulysses (1963)
- Mrs. Stevens Hears the Mermaids Singing (1965)
- Miss Pickthorn and Mr. Hare (1966)
- The Poet and the Donkey (1969)
- Kinds of Love (1970)
- As We Are Now (1973)
- Crucial Conversations  (1975)
- A Reckoning (1978)
- Anger (1982)
- The Magnificent Spinster (1985)
- The Education of Harriet Hatfield (1989)

### Tagebücher
- I Knew a Phoenix: Sketches for an Autobiography. (1959) The Women's Press Ltd; Auflage: New edition 1995, ISBN 978-0704343924.
- Plant Dreaming Deep. (1968) W. W. Norton & Company New York; Auflage: Reissue 1996, ISBN 978-0393315516.
- Journal of a Solitude. (1973) W. W. Norton & Company New York; Auflage: Reissue 1993, ISBN 978-0393309287.
- A World of Light. Norton, New York 1976, ISBN 0-39307-506-0.
- The House by the Sea - A Journal. W. W. Norton & Company, New York 1977, ISBN 978-0393075182.
- Recovering: A Journal. Norton, New York 1980, ISBN 0-39301-402-9.
- At Seventy: A Journal. (1984) W. W. Norton & Company New York, 1993, ISBN 9780393310306.
- After the Stroke. (1988) W. W. Norton & Company New York; Auflage: 1st Edition (1998) ISBN 978-0393025330.
- Endgame: A Journal of the Seventy-Ninth Year. (1992) W. W. Norton & Company New York; 1996.
- Encore: A Journal of the Eightieth Year. (1993) W. W. Norton & Company New York; Auflage: 1st Edition, ISBN 978-0393035292.
- At Eighty-Two: A Journal. (1996) W. W. Norton & Company New York; Auflage: Reprint 1997, ISBN 978-0393316223.

### Übersetzungen ins Deutsche
- Eine Abrechnung. Frauenoffensive, München 1985, ISBN 3-88104-146-X.
- Mrs. Stevens hört die Meerjungfrauen singen. Frauenoffensive, München 1980, ISBN 3-88104-087-0.
- Johanna und Odysseus. Krüger Verlag, Hamburg 1966.
- Kleiner Herr im Pelz. A. Müller, Rüschlikon-Zürich 1959.
- Brücke der Jahre. Kindler u. Schiermeyer, Bad Wörishofen 1951.